# Axt vom sächsischen Typ

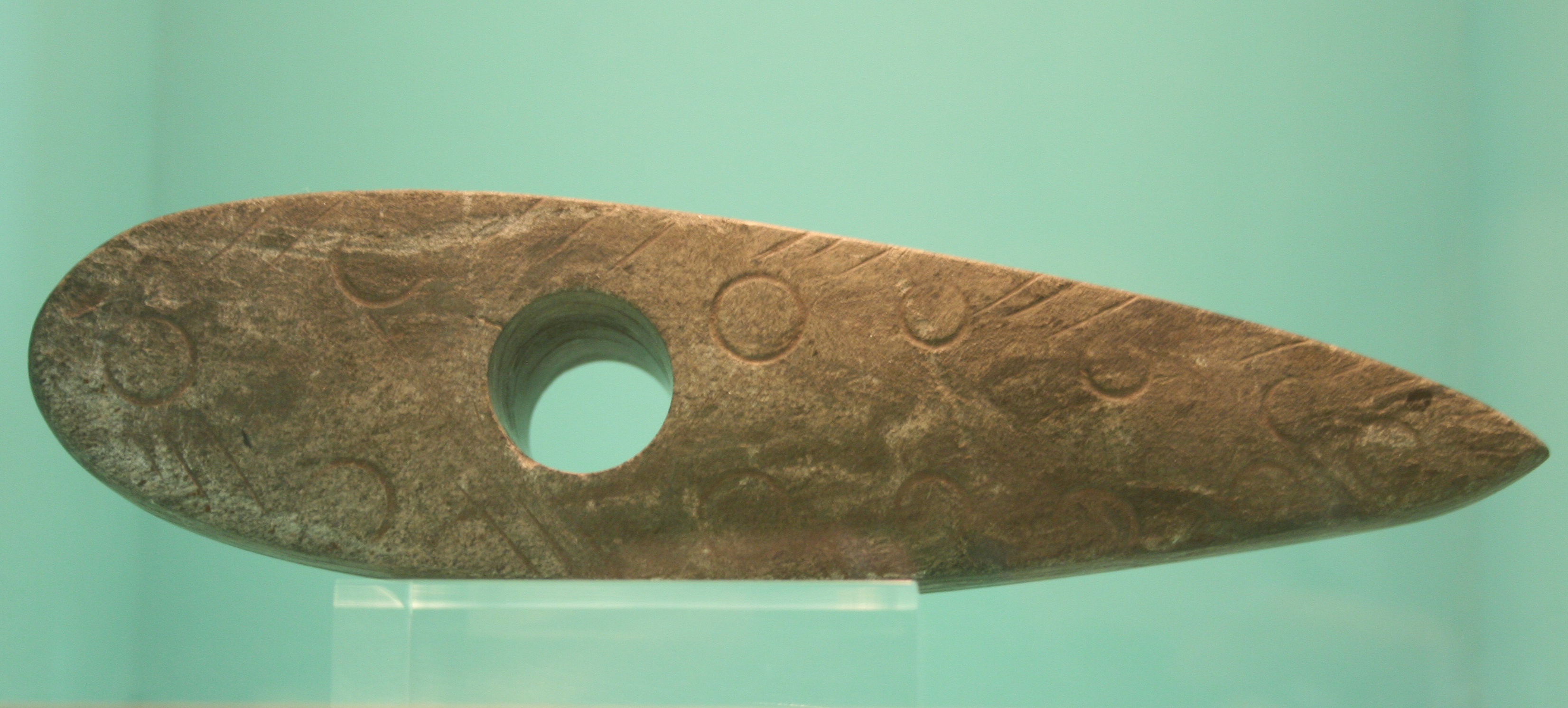
Salzmünder Axt

Die von Archäologen Äxte vom sächsischen Typ genannten, reich ornamentierten Prunkäxte der Salzmünder Kultur (3600–3300 v. Chr.) sind Statussymbole, die auf einen Fruchtbarkeitskult weisen. 
Einige jungsteinzeitliche Äxte zeichnen sich nicht nur durch Eleganz und Größe aus, sondern tragen Muster. Lediglich 10 dieser Exemplare wurden in Sachsen-Anhalt, Sachsen und Thüringen gefunden. Das erste Exemplar wurde bereits im Jahre 1822 wissenschaftlich veröffentlicht.
Die Prunkäxte aus Halle-Radewell, Raßnitz und Wallendorf weisen auf das Hauptverbreitungszentrum. So vermutet man, dass die Werkstatt für solche Objekte bei Halle oder Merseburg lag. Die Axt von Raßnitz wurde wie die meisten anderen Äxte als Lesefund überliefert. Die Axt aus Wallendorf stammt aus einer Steinkiste, die Beigaben und das Skelett gingen jedoch verloren. Auch die Axt von Radewell soll aus einem Grab stammen. Einmal konnte ein Prunkaxtbruchstück aus einer Grube geborgen werden. 
Die Ähnlichkeit mit unverzierten Exemplaren aus geschlossenen Funden der Salzmünder Kultur erlaubt eine gesicherte Zuweisung und Datierung. Zur selben Zeit wurden Verzierungen, die zu den Motiven auf den Äxten passen, auch auf Keramiken und an den Innenwänden steinerner Grabkammern in Mitteldeutschland angebracht. Beinahe alle Äxte weisen an den Schmalseiten Rillen auf. Sie zeigen auf der Breitseite beinahe immer eine Anzahl eingebohrter Kreise, die auf Ober- und Unterseite unterschiedliche Anzahlen aufweisen können. Auf einigen Stücken finden sich geritzte Fiedermuster. Von diesem Grundmuster weichen die Prachtexemplare von Radewell und Wallendorf ab. Während die 35 cm lange Axt von Radewell um das Schaftloch eine gestielte Öse mit Strahlenkranz zeigt, trägt die Wallendorfer Axt neben vier Doppelwinkeln im Schaftlochbereich zwei nebeneinander liegende strichgefüllte Spitzbögen zwischen Schneide und Stielöffnung. 
In Anbetracht der Ornamentik und ihrer Seltenheit wegen, können diese Äxte nicht als Werkzeuge oder Waffen interpretiert werden. Werkzeuge wurden von vorzeitlichen Menschen schlicht und funktionsbezogen gestaltet. So verwundert es nicht, wenn bereits 1822 eine andere Nutzung angedacht wurde. Die Motive weisen in den Bereich des Fruchtbarkeitskultes. Derartige Funktionen können auch unverzierte Äxte besessen haben. 
Bereits um 1900 wurden Versuche unternommen, die Herkunft von Steingeräten (auch mittels Dünnschliff) zu ermitteln. Nach den Ergebnissen der damaligen Untersuchungen der Universität Halle besteht z. B. die Axt von Radewell aus Hornblendeschiefer, wie er auch im "Ruhlaer Kristallin" Thüringens auftritt. Dieses zähe, metamorphe und feinkristalline Gestein war wegen seiner Eigenschaften beim Vorzeitmenschen äußerst beliebt.